# Castleton (Vermont)
Pour les articles homonymes, voir Castleton.
Castleton est une ville de la Nouvelle-Angleterre située dans le comté de Rutland au Vermont, au nord-est des États-Unis.
Elle se trouve à 24 km à l'ouest de Rutland et à environ 11 km de l'État de New-York. La ville a 4717 habitants et est l'hôte du college d'État de Castleton, le plus vieux collège du Vermont et le troisième de Nouvelle-Angleterre. Le Fort Warren se trouve également dans la ville de Castleton.
La ville est divisée en trois zones. La première est le village proprement dit où se trouve la poste, la mairie, le college, une banque, un magasin d'alimentation, un restaurant et quelques entreprises. La seconde est le lac de Bomoseen, un lac de 8 km de long connu pour la pêche. La troisième est Hydeville qui est une prolongation de la rue principale de la ville.

## Histoire
Castleton fut fondée en 1761 par un Gouverneur de l'État du New Hampshire. Les terres furent divisées en 70 parcelles, le gouverneur en garda deux pour lui-même et quelques autres pour l'église et l'école. Au printemps 1767, la ville connu ses premiers colons, Amos Bird et Noah Lee arrivèrent à Castleton depuis Salisbury. Bird acheta 40 parcelles de terres et se fit construire une résidence permanente à l'été 1769. Trois familles avaient colonisé Castleton en 1770. D'autres colons suivirent pour atteindre 17 familles en 1777.
En mai 1775, Ethan Allen et ses "Green Mountain Boys" rencontrent Benedict Arnold pour planifier leur attaque sur le Fort Ticonderoga, 48 km à l'ouest, du côté de l'État de New-York du Lac Champlain. La prise connu un grand succès et le Fort resta sous l'emprise des révolutionnaires pendant 2 ans jusqu'à la puissante avancée des Britanniques vers le Sud. Non loin de là, la bataille de Hubbardton, suivie par les batailles de Bennington et de Saratoga, a marqué le tournant de la révolution dans le Nord.
Après la guerre, Castleton évolua comme un bourg rural, quoique les autorités du Vermont y eussent ouvert un séminaire de latin (cf. infra, l'université). Les fermiers firent du château une grange pour leurs moutons. Les scieries avaient été les premières industries de la ville ; mais durant le XIXe siècle, ce sont principalement le marbre et l'ardoise qui furent le moteur de son économie. Le chemin de fer vint en 1854, et la fin du siècle vit le tourisme arriver sur les bords du Lac Bomoseen. Plusieurs hôtels luxueux ont été construits autour du lac.
Au XIXe siècle, Castleton prospéra et les habitants construisirent de belles habitations pour remplacer leurs petits logements vétustes.
Entre 1900 et 1940, plusieurs incendies ravagèrent Castleton et même ses installations hôtelières. En dépit de ces destructions, Castleton garde un riche héritage architectural de plus de 200 ans d'histoire du Vermont.

## L'université de Castleton
Castleton possède une petite université (env. 2 500 étudiants) dont les origines remontent au lycée classique du comté de Rutland, instituée par l'assemblée général du Vermont le 15 octobre 1787. C'était une école préparatoire formant les jeunes hommes de la région aux Humanités classiques, afin de leur permettre de s'inscrire dans les grandes universités de Nouvelle-Angleterre. Son nom a souvent changé au cours du XIXe siècle : Castleton Academy, Castleton Academy & Female Seminary, Vermont Classical High School ou encore Castleton Seminary.
L'admission des jeunes filles commence en 1823, et l'on peut même affirmer qu'à l'époque de la guerre de Sécession, la majorité des étudiants de Castleton étaient des filles.
En 1829, un immeuble en briques de trois étages est construit au sud du village pour abriter l'université. Cet Old Seminary Building fut longtemps le plus imposant bâtiment du bourg, mais son entretien était trop onéreux vu l'audience encore faible de l'école. Son proviseur, Solomon Foot (1826–1829), futur président ad interim du Sénat pendant la guerre de Sécession, joua un rôle essentiel dans le développement de l'établissement.
Il y avait aussi depuis 1818 une école médicale à Castleton, Old Chapel, qui formait 1 400 étudiants et se trouvait de ce fait la principale école de médecine de Nouvelle-Angleterre. Ses professeurs enseignaient pour la plupart à l'Academy. 
L'Academy prit un nouveau départ avec la décision, prise par les députés du Vermont, de lui confier l'une des trois écoles normales d’instituteurs de l’État, en 1867. Pendant 30 ans, le terrain de l'école normale demeura propriété d'Abel E. Leavenworth puis de son fils Philip, jusqu'à ce qu'en 1912, l'Etat du Vermont les rachète.
Au cours de l’Entre-deux-guerres, l'école vit le nombre de ses étudiants et son rayonnement exploser. Sa rectrice, Caroline Woodruff (1866–1949), modernisa le cursus et y introduisit les méthodes pédagogiques de  John Dewey, relatives à l'apprentissage par la pratique et le tutorat. Elle recruta des professeurs mieux diplômés qu'autrefois, et ouvrit l'établissement aux théories récentes, grâce aux conférences d'Helen Keller, de Robert Frost ou de Norman Rockwell à Castleton. Woodruff sera la première universitaire du Vermont à accéder à la charge de présidente de la National Education Association.

## Personnalités liées à la ville
- George Corliss y fit ses études
- Edwin Drake, industriel (1819-1880)